# تنها استثناء
«تنها استثنا» آلبومی از پارامور است که در سال ۲۰۱۰ میلادی منتشر شد.